# Polarizace (elektrodynamika)
V elektrodynamice je polarizace vnitřní vlastnost elektromagnetického záření. Jedná se o směr, v jakém se při šíření pohybuje vektor elektrické intenzity. Ne každému elektromagnetickému záření lze přiřadit polarizaci. 
Využití polarizace světla (i dalších typů elektromagnetických vln) nalézá dalekosáhlá uplatnění v technologiích, Optice, Astronomii a dalších oborech.

## Druhy polarizací
Na rozdíl od jiných vlnění, jako je například zvuk, má elektromagnetické záření celkem dvě složky, a to vektory elektrického a magnetického pole. Tyto dva vektory jsou kolné na směr šíření. Navíc jsou kolmé na sebe navzájem, pokud se záření pohybuje skrz tzv. izotropní prostředí (takové, které má v různých směrech stejné vlastnosti). Příkladem je vakuum, vzduch, kapaliny, sklo. V tzv. anizotropním prostředí to už neplatí a popis světla je složitější (obvykle se jedná o krystaly).
U záření (a speciálně i u světla) rozlišujeme vertikální a horizontální směr vektoru elektrické intenzity. Říkáme pak, že paprsek má horizontální a vertikální složku. Na tom, která složka je která, nezáleží, jedná se zkrátka o dva na sebe kolmé směry a jejich volba záleží na orientaci pozorovatele. Na základě různých kombinací těchto dvou složek rozlišujeme 3 základní polarizace, a to jsou tzv. lineární, eliptická a kruhová polarizace.
Vertikální a horizontální složka dávají vzniknout různým polarizacím tím, že mohou být navzájem posunuté ve směru šíření. O lineární polarizaci hovoříme například, pokud jeho vektor elektrické intenzity kmitá na přímce. To nastává, právě pokud posun mezi vertikální a horizontální složkou je 0 nebo {\displaystyle \lambda /2}, kde {\displaystyle \lambda } je vlnová délka záření. Pro všechny ostatní velikosti posunu obíhá vektor po elipse a mluvíme o eliptické polarizaci. Ve speciálním případě, kdy vektor obíhá po kružnici mluvíme o kruhové polarizaci. Podle směru obíhání rozlišujeme levotočivou a pravotočivou polarizaci.

## Nepolarizované záření
Pokud paprsku záření nejsme schopni přiřadit žádnou polarizaci, říkáme, že záření je nepolarizované. Přírodní zdroje světla většinou produkují nepolarizované světlo (např. slunce, oheň, blesky). Některé umělé zdroje světla produkují naopak světlo polarizované (displeje, lasery). Nepolarizované světlo je takové, které obsahuje vlnění s různými polarizacemi v náhodných směrech, které jsou statisticky zastoupeny přibližně ve stejné míře. Elektrická intenzita v takovém světle nemá žádný význačný směr a polarizace tak nejde dobře definovat.
Lidské oko není schopno rozeznat polarizaci světla, některá zvířata toho ale schopna jsou (např. Strašek paví). Nepolarizované záření lze polarizovat různými způsoby:
1. odrazem záření (např. světlo odražené od oken je částečně polarizované)
2. rozptylem v materiálu (mechanismů rozptylu je více, třeba Rayleighův rozptyl)
3. průchodem skrz dvojlomný materiál
4. průchod polarizačním filtrem (takový filtr propustí pouze jednu polarizovanou složku světla)

## Teorie

### Rovinná vlna
Nejjednodušší popis polarizace se vztahuje k rovinné vlně, což je dobrá aproximace pro většinu pozorovaného světla. Pro ně je vektor magnetického a elektrického pole kolmý na směr šíření. Vezmeme si tedy jimi danou rovinu (rovinu jejíž normálou je směr šíření). V této rovině se pohybuje vektor elektrického pole, rozložíme si ho na složky x' a y' ve směru os roviny (jak je běžné v analytické geometrii). Pro jednoduchou harmonickou vlnu se amplituda obou složek x' a y' mění způsobem popsatelným funkcí sinus se stejnou frekvencí, ale dva další parametry se mohou lišit – amplituda a fáze. Můžeme pozorovat, že tvar křivek vytvořených konci vektorů intenzity elektrického pole tvoří tvar Lissajousových křivek.
Podívejme se nejprve na speciální případ, kdy jsou obě ortogonální komponenty x' a y' ve fázi. V tomto případě jsou obě komponenty stále stejné či v konstantním poměru, takže směr vektoru elektrického pole bude stále stejný v rovině kolmé na směr šíření. Tento stav nazýváme lineární polarizace. Směr vektoru je dán velikostí amplitud obou složek a může být skloněn v libovolném konstantním směru. Na obrázku jsou červeně zachyceny některé vektory, jejich vrcholy jsou na sinusoidě (zelená barva). Modře je její průmět do roviny kolmé na směr pohybu.
Pokud mají obě složky x' a y' stejnou amplitudu a jejich fázový rozdíl je přesně π/2 radiánů (90°), pak je jedna složka nulová, když druhá nabývá minima či maxima (její absolutní hodnota nabývá maxima). Existují dvě možnosti jak toto realizovat. Složka x' může být o π/2 před či za komponentou y'. Elektrický vektor složený z těchto komponent v rovině kolmé na směr pohybu bude kroužit po kružnici. Tento stav nazýváme kruhovou polarizací a její dvě varianty pravotočivá kruhová polarizace a levotočivá kruhová polarizace. Na obrázku je zeleně zaznačen vývoj umístění vrcholu výsledného elektrického vektoru, modře je naznačena stěna válce na níž jsou všechny vrcholy. Podstava válce je shodná s průmětem vektorů do roviny kolmé na směr šíření.
Všechny ostatní případy polarizovaného světla, kde obě složky x' a y' nejsou ve fázi, ani nemají fázový rozdíl π/2 nebo nemají stejnou amplitudu, se nazývají obecně eliptická polarizace neboť výsledný vektor vykresluje elipsu.

### Nekoherentní záření
Mnoho běžného záření je produkované množstvím nezávislých světelných zdrojů, jimi produkované světlo se pak nazývá nekoherentní, obecně nemají společnou frekvenci ani osu vyzařování. Proto nelze u takových zdrojů jednoznačně popsat chování vektorů intenzity elektrického pole. To však neznamená, že by polarizace byla vlastností jen koherentního záření, neboť i inkoherentní záření může vykazovat statistickou korelaci mezi komponentami elektrického pole, jež se dá interpretovat jako částečná polarizace, kterou lze popsat jako superpozici záření plně polarizovaného a nepolarizovaného.

### Popis polarizace
Polarizace se obvykle popisuje pomoci polarizační elipsy, zejména podle směru její hlavní poloosy a excentricity. Běžně se popisuje pomocí úhlu mezi hlavní poloosou a osou x a poměru délky poloos. Toto se užívá při geometrickém popisu polarizace, který má jen omezené využití
Celkovou informaci o stavu polarizace získáme také pomocí amplitud a fáze ortogonálních složek vektoru elektrického pole v rovině polarizace, jak bylo použito výše. Informace o amplitudě a fázi bývají reprezentovány pomocí dvojdimenzionálního komplexního vektoru zvaného Jonesův vektor:
{\displaystyle \mathbf {e} ={\begin{bmatrix}a_{1}e^{i\theta _{1}}\\a_{2}e^{i\theta _{2}}\end{bmatrix}}.}
Všimněte si, že vynásobení komplexní jednotkou se nezmění stav polarizace, daný její elipsou, ale jen elektrické pole o danou část fáze, kterou dané číslo reprezentuje. Elektrické pole závisí na fázi, ale polarizace nikoli. Báze vektorů pro representaci Jonesova vektoru nemusí representovat lineární stavy polarizace (nemusí být reálná). Obecně mohou posloužit jakékoli dva ortogonální stavy, ortogonální vektory jsou definovány tak, že mají nulový skalární součin. Častou volbou je pravo- a levotočivá kruhová polarizace pro model jejich odlišného šíření v opticky aktivních látkách.
Nehledě na to, zda polarizační elipsu popisujeme geometricky či pomocí matic, máme volnost v tom, jak si zvolíme směr souřadnicových os. Ty můžeme prakticky libovolně rotovat podél směru pohybu záření. To nám umožní zvolit si souřadnice s významem pro pozorovatele. Například pozorujeme-li záření souběžné se zemským povrchem, obvykle se používá termínů horizontální a vertikální mód, kde druhý vyjadřuje mód kolmý na zemský povrch. Naopak v astronomii se používá rovníkový souřadný systém. Další systém se používá při studiu odrazu. Jak je zobrazeno na obrázku, mód TE se nazývá transverzálně elektrický nebo ortogonální, neboť elektrická pole jsou ortogonální k rovině dopadu, mód TM transverzálně magnetický (TM), neboť magnetická pole jsou ortogonální k rovině dopadu. Alternativní pojmenování pro TM mód je paralelní, elektrické pole je paralelní s rovinou dopadu.
V případě částečně polarizovaného záření se Jonesův vektor mění v čase i prostoru. V tomto případě je vlnové pole spíše stochastické a můžeme získat jen statistické údaje o korelaci mezi složkami. Tato informace se vyjadřuje pomocí koherenční matice:
{\displaystyle {\begin{matrix}\mathbf {\Psi } &=&\left\langle \mathbf {e} \mathbf {e} ^{\dagger }\right\rangle \\&=&\left\langle {\begin{bmatrix}e_{1}e_{1}&e_{1}e_{2}^{*}\\e_{2}e_{1}^{*}&e_{2}e_{2}\end{bmatrix}}\right\rangle \\&=&\left\langle {\begin{bmatrix}a_{1}^{2}&a_{1}a_{2}e^{i(\theta _{1}-\theta _{2})}\\a_{1}a_{2}e^{-i(\theta _{1}-\theta _{2})}&a_{2}^{2}\end{bmatrix}}\right\rangle \end{matrix}}}, kde lomené závorky vyjadřují průměr přes mnoho period

### Šíření, lom a rozptyl
Ve vakuu se elektrické pole šíří rychlostí světla, přičemž se mění fáze vlny, ale stav polarizace se nemění, což se popisuje rovnicí:
{\displaystyle \mathbf {e} (z+\Delta z,t+\Delta t)=\mathbf {e} (z,t)e^{ik(c\Delta t-\Delta z)},}
kde k je vlnové číslo a z je vzdálenost ve směr pohybu. Jak již bylo řečeno, výše reálná část Jonesova vektoru vyjadřuje amplitudu elektrického pole. Když elektromagnetické vlny interagují s látkou, vlastnosti jejich šíření se mění. Pokud to závisí na stavu polarizace, mění se i ta.
V mnoha typech látek dochází k rozkladu na dvě na sebe kolmé složky, které se šíří odlišně. K podobné situaci dochází i během zpracovávání signálů v detekčních zařízeních, jež zaznamenávají elektrické pole přímo. Šíření paprsku se dá vhodně popsat pomocí transformace popsané maticí 2×2 zvanou Jonesova matice:
{\displaystyle \mathbf {e'} =\mathbf {J} \mathbf {e} .}
Obecně Jonesova matice prostředí závisí na frekvenci vlny.
Pro šíření dvou ortogonálních módů lze Jonesovu matici psát takto:
{\displaystyle \mathbf {J} =\mathbf {T} {\begin{bmatrix}g_{1}&0\\0&g_{2}\end{bmatrix}}\mathbf {T} ^{-1}},
kde g1 a g2 jsou komplexní čísla udávající změnu amplitudy a fáze daného módu a T je unitární matice reprezentující změnu báze ze zvolené báze šíření záření na bázi danou vlastností prostředí. Pro ta prostředí, v nichž se nemění amplituda, ale dochází ke změně fázového rozdílu mezi složkami, je Jonesova matice unitární. Pokud se mění jen amplituda, je Jonesova matice hermitovská. Jelikož lze „každou“ matici zapsat jako součin unitární a hermitovské matice, lze každé lineární šíření popsat jako součin těchto dvou typů transformací.
Média, ve kterých dochází k posunu fází složek, se nazývají dvojlomná. Dobře známou ukázkou tohoto jevu jsou fázové destičky, Faradayova rotace a optická aktivita. Snadno představitelný případ je, kdy máme dva lineární módy a přicházející světlo je polarizováno v úhlu 45 ° k nim, jak světlo prochází, mění se jeho polarizace na eliptickou, při posunutí o 90 ° na kruhovou, pak znovu eliptickou, při fázovém posunu 180 ° je lineárně polarizované kolmo ke vstupující vlně. Potom znovu přes stavy eliptické a kruhové polarizace se vrátí do původního stavu a cyklus může začít znovu.
Média, v nichž se rozdílně mění amplituda složek, se nazývají dichroická. Optické prvky, jež téměř nepropouštějí jednu složku, se nazývají polarizační filtry nebo polarizátory.

## Příklady polarizace

### Polarizace v každodenním životě
Každé světlo odražené od rovinného předmětu je částečně polarizované. Lze to pozorovat za pomoci polarizačního filtru, který budete držet kolmo k rovině odrazu. Intenzita světla by se měla snížit. Filtr nepropouští světlo polarizované kolmo k jeho módu. Proto můžete položit dva filtry pootočené o 90° a nebude jimi procházet žádné světlo.
Polarizaci můžeme pozorovat všude kolem nás. Stačí si vzít jednoduchý polarizační filtr a otáčet s ním. Pokud na něj dopadá polarizované světlo mění se jas jim prošlého světla. Polarizaci můžeme pozorovat na světle procházejícím oblohou (dochází zde k jeho rozptylu). Fotografové vědí, že tato částečná polarizace způsobuje bledou oblohu na snímcích.
I lidské oko je slabě citlivé na polarizaci bez nutnosti použití filtrů, viz Haidingerův snop.

### Biologie
Mnoho živočichů je schopno pozorovat polarizaci slunečního světla, což obvykle využívají pro navigaci, neboť polarizace slunečního světla procházejícího atmosférou je lineární a vždy kolmá ke směru, ve kterém je Slunce. Tato schopnost je častá mezi hmyzem, například včelami, které tuto informaci využívají pro orientaci tance, kterým sdělují, kde je potrava. Africký chrobák Scarabaeus zambesianus je také citlivý na polarizaci, ale na rozdíl od ostatních se orientuje pomocí polarizovaného světla Měsíce. Vnímavost polarizace byla též pozorována u chobotnic, sépií a strašilek. Sépie užívají rychle se měnící výrazné obrazce na pokožce ke komunikaci, přičemž některé vzory jsou polarizované. Od strašilek se světlo odráží rozdílně dle polarizace. Polarizaci oblohy mohou vnímat někteří obratlovci, například holub, pro kterého je to jedna ze schopností umožňujících mu navádění. Člověk je schopen vnímat polarizaci světla jen velmi omezeně, viz Haidingerův snop.

### Geologie
Dvojlom je rozšířená vlastnost mezi krystalickými minerály a byla tou, která vedla k objevení polarizace. V mineralogii se určují minerály i za pomoci polarizačního mikroskopu. Viz pleochroismus.

### Chemie
V chemii se využívá (kruhový) dichroismus a „optická rotace“ (kruhový dvojlom), jež pozorujeme u opticky aktivních (chirálních) molekul.

### Technologie
Technologické využití je velmi široké. Asi nejčastějším využitím jsou LCD monitory. Všechny rádiové vysílače a přijímače jsou polarizované, speciální využití to má u radarů. Vztah mezi mechanickým napětím a dvojlomem se občas využívá k nalezení rozložení napětí v prototypech. Elektronicky kontrolované dvojlomné přístroje jsou spolu s polarizačními filtry využívány jako modulátory ve vlnovodné optice.
Polarizace oblohy je využívaná v „sky compass“, který byl použit v padesátých letech dvacátého století při navigování v blízkosti zemského magnetického pólu, když nebylo vidět ani slunce, ani hvězdy (při denní oblačnosti či stmívání). Je sporná domněnka, že Vikingové využívali podobný přístroj („sunstone“) při jejich dalekých cestách severním Atlantikem v 9. až 11. století, před příchodem magnetického kompasu do Evropy ve 12. století. Vztah k sky compass má „polar clock“, vynalezený Charlesem Wheatstonem koncem 19. století.